# Celico
Celico är en ort och kommun i provinsen Cosenza i regionen Kalabrien i Italien. Kommunen hade 2 824 invånare (2017).